# ادریان (ایلینوی)
ادرایان، ایلینواز (به انگلیسی: Adrian, Illinois) یک منطقهٔ مسکونی در ایالات متحده آمریکا است که در ایلی‌نوی واقع شده‌است.

## خصوصیات
ادرایان ۲۱۳ متر بالاتر از سطح دریا واقع شده‌است.